# Llista de monuments de Palma
Llista de monuments de Palma catalogats pel Consell Insular de Mallorca com a Béns d'Interès Cultural en la categoria de monuments pel seu interès històric, artístic, arquitectònic, arqueològic, històric-industrial, etnològic, social, científic o tècnic.
| Monument                                                   | Tipus                | Localització                                                | Coordenades                                           | Codi?                     | Imatge |
| ---------------------------------------------------------- | -------------------- | ----------------------------------------------------------- | ----------------------------------------------------- | ------------------------- | --- |
| Oratori de Sant Feliu                                      | Edif. religiosos     | Palma Carrer de Sant Gaietà, 2                              | 39° 34′ 14″ N, 2° 38′ 44″ E / 39.570443°N,2.645626°E  | RI-51-0006906             | Oratori de Sant Feliu (Palma) · Vegeu més fotos d'aquest monument · Carregueu una nova foto d'aquest monument                     |
| Església i claustre de Sant Francesc                       | Edif. religiosos     | Palma Plaça Sant Francesc                                   | 39° 34′ 07″ N, 2° 39′ 10″ E / 39.568742°N,2.652792°E  | RI-51-0000027             | Església i claustre de Sant Francesc (Palma) · Vegeu més fotos d'aquest monument · Carregueu una nova foto d'aquest monument      |
| Capella del Temple                                         | Edif. religiosos     | Palma Carrer de Mateu Enric Lladó, 40                       | 39° 34′ 03″ N, 2° 39′ 20″ E / 39.567384°N,2.655655°E  | RI-51-0000408             | Capella del Temple (Palma) · Vegeu més fotos d'aquest monument · Carregueu una nova foto d'aquest monument                        |
| Església de Santa Eulàlia                                  | Edif. religiosos     | Palma Plaça de Santa Eulàlia                                | 39° 34′ 09″ N, 2° 39′ 04″ E / 39.569295°N,2.651092°E  | RI-51-0000407             | Església de Santa Eulàlia (Palma) · Vegeu més fotos d'aquest monument · Carregueu una nova foto d'aquest monument                 |
| Seu de Mallorca                                            | Edif. religiosos     | Palma Carrer Palau Reial                                    | 39° 34′ 04″ N, 2° 38′ 52″ E / 39.56771°N,2.647776°E   | RI-51-0000406             | Seu de Mallorca (Palma) · Vegeu més fotos d'aquest monument · Carregueu una nova foto d'aquest monument                           |
| Convent i Església de Santa Margalida                      | Edif. religiosos     | Palma Carrer de Sant Miquel, 69                             | 39° 34′ 32″ N, 2° 39′ 07″ E / 39.575494°N,2.651872°E  | RI-51-0001215             | Convent i Església de Santa Margalida (Palma) · Vegeu més fotos d'aquest monument · Carregueu una nova foto d'aquest monument     |
| Església de Santa Catalina de Sena                         | Edif. religiosos     | Palma Carrer de Sant Miquel, 50                             | 39° 34′ 30″ N, 2° 39′ 08″ E / 39.575058°N,2.652263°E  | RI-51-0001604             | Església de Santa Catalina de Sena (Palma) · Vegeu més fotos d'aquest monument · Carregueu una nova foto d'aquest monument        |
| Església de Santa Creu                                     | Edif. religiosos     | Palma Carrer Font de l'Olivera, 1                           | 39° 34′ 14″ N, 2° 38′ 35″ E / 39.570528°N,2.642925°E  | RI-51-0005012             | Església de Santa Creu (Palma) · Vegeu més fotos d'aquest monument · Carregueu una nova foto d'aquest monument                    |
| Església i convent de Santa Clara                          | Edif. religiosos     | Palma Carrer de Santa Clara                                 | 39° 34′ 00″ N, 2° 39′ 06″ E / 39.566672°N,2.651645°E  | RI-51-0004443             | Església i convent de Santa Clara (Palma) · Vegeu més fotos d'aquest monument · Carregueu una nova foto d'aquest monument         |
| Sant Antoni de Viana                                       | Edif. religiosos     | Palma Carrer de Sant Miquel, 30                             | 39° 34′ 25″ N, 2° 39′ 08″ E / 39.57362°N,2.652218°E   | RI-51-0004455             | Sant Antoni de Viana (Palma) · Vegeu més fotos d'aquest monument · Carregueu una nova foto d'aquest monument                      |
| Església de Santa Fe                                       | Edif. religiosos     | Palma Plaça Santa Fe                                        | 39° 33′ 59″ N, 2° 39′ 19″ E / 39.566302°N,2.655251°E  | RI-51-0011119             | Església de Santa Fe (Palma) · Vegeu més fotos d'aquest monument · Carregueu una nova foto d'aquest monument                      |
| Església i Monestir de Santa Elisabet                      | Edif. religiosos     | Palma Carrer de la Porta d'es Camp, 7                       | 39° 34′ 00″ N, 2° 39′ 20″ E / 39.56667°N,2.655526°E   | RI-51-0011182             | Església i Monestir de Santa Elisabet (Palma) · Vegeu més fotos d'aquest monument · Carregueu una nova foto d'aquest monument     |
| Església parroquial de Sant Jaume                          | Edif. religiosos     | Palma Carrer Sant Jaume, 10                                 | 39° 34′ 22″ N, 2° 38′ 52″ E / 39.57273°N,2.647722°E   | RI-51-0011015             | Església parroquial de Sant Jaume (Palma) · Vegeu més fotos d'aquest monument · Carregueu una nova foto d'aquest monument         |
| Monestir de la Real                                        | Edif. religiosos     | Palma Camí Real                                             | 39° 36′ 15″ N, 2° 38′ 25″ E / 39.604191°N,2.640361°E  | RI-51-0011230             | Monestir de la Real (Palma) · Vegeu més fotos d'aquest monument · Carregueu una nova foto d'aquest monument                       |
| Església i convent de Santa Teresa                         | Edif. religiosos     | Palma Carrer Tereses, 1                                     | 39° 34′ 23″ N, 2° 39′ 01″ E / 39.573141°N,2.650262°E  | RI-51-0011596             | Església i convent de Santa Teresa (Palma) · Vegeu més fotos d'aquest monument · Carregueu una nova foto d'aquest monument        |
| Església i monestir de la Concepció                        | Edif. religiosos     | Palma Carrer de la Concepció, 7                             | 39° 34′ 24″ N, 2° 38′ 45″ E / 39.573224°N,2.645798°E  | RI-51-0011595             | Església i monestir de la Concepció (Palma) · Vegeu més fotos d'aquest monument · Carregueu una nova foto d'aquest monument       |
| Església i monestir de la Puríssima Concepció (Caputxines) | Edif. religiosos     | Palma Carrer de Can Jaquotot, 1                             | 39° 34′ 22″ N, 2° 38′ 58″ E / 39.572667°N,2.649333°E  | Dades centrals a Wikidata | Església i monestir de la Concepció (Caputxines) · Vegeu més fotos d'aquest monument · Carregueu una nova foto d'aquest monument  |
| Torre de Paraires                                          | Senyals marítims     | Palma Portopí                                               | 39° 33′ 03″ N, 2° 37′ 26″ E / 39.550889°N,2.623861°E  | RI-51-0000014             | Torre de Paraires (Palma) · Vegeu més fotos d'aquest monument · Carregueu una nova foto d'aquest monument                         |
| Torre de senyals de Porto Pi                               | Senyals marítims     | Palma Portopí                                               | 39° 32′ 55″ N, 2° 37′ 24″ E / 39.548556°N,2.623383°E  | RI-51-0004926             | Torre de senyals de Porto Pi (Palma) · Vegeu més fotos d'aquest monument · Carregueu una nova foto d'aquest monument              |
| Creu del Virrei                                            | Creus de terme       | Palma Carrer Gilabert de Centelles - av. Alexandre Rosselló | 39° 34′ 30″ N, 2° 39′ 20″ E / 39.574958°N,2.655671°E  | RI-51-0010350             | Creu del Virrei (Palma) · Vegeu més fotos d'aquest monument · Carregueu una nova foto d'aquest monument                           |
| Creu de sa Porta des Camp                                  | Creus de terme       | Palma Plaça Porta des Camp                                  | 39° 34′ 00″ N, 2° 39′ 22″ E / 39.566561°N,2.656203°E  | RI-51-0010346             | Creu de sa Porta des Camp (Palma) · Vegeu més fotos d'aquest monument · Carregueu una nova foto d'aquest monument                 |
| Creu de la Porta de Santa Catalina                         | Creus de terme       | Palma Plaça Porta de Santa Catalina                         | 39° 34′ 15″ N, 2° 38′ 32″ E / 39.570881°N,2.642284°E  | RI-51-0010337             | Creu de la Porta de Santa Catalina (Palma) · Vegeu més fotos d'aquest monument · Carregueu una nova foto d'aquest monument        |
| Creu de l'Hort de la Creu                                  | Creus de terme       | Palma                                                       |                                                       | RI-51-0010338             | Carregueu una nova foto d'aquest monument                                                                                         |
| Creu del claustre del convent de Santa Elisabet            | Creus de terme       | Palma Convent de Santa Elisabet                             | 39° 34′ 00″ N, 2° 39′ 18″ E / 39.566639°N,2.655063°E  | RI-51-0010344             | Carregueu una nova foto d'aquest monument                                                                                         |
| Goig de la Mare de Déu                                     | Creus de terme       | Palma                                                       |                                                       | RI-51-0010345             | Carregueu una nova foto d'aquest monument                                                                                         |
| Creu de Can Granada o Creu de la Real                      | Creus de terme       | Palma Camí Real, Monestir de la Real                        | 39° 36′ 11″ N, 2° 38′ 28″ E / 39.603123°N,2.641187°E  | RI-51-0010352             | Creu de Can Granada (Palma) · Vegeu més fotos d'aquest monument · Carregueu una nova foto d'aquest monument                       |
| Creu de Sant Jordi                                         | Creus de terme       | Palma C. Sant Jordi                                         | 39° 33′ 21″ N, 2° 46′ 34″ E / 39.555708°N,2.775976°E  | RI-51-0010353             | Carregueu una nova foto d'aquest monument                                                                                         |
| Creu de Son Rapinya                                        | Creus de terme       | Palma                                                       | 39° 35′ 06″ N, 2° 37′ 05″ E / 39.585096°N,2.618069°E  | RI-51-0010355             | Creu de Son Rapinya (Palma) · Vegeu més fotos d'aquest monument · Carregueu una nova foto d'aquest monument                       |
| Creu de sa Vileta                                          | Creus de terme       | Palma Camí de Vileta - camí dels Reis                       | 39° 35′ 20″ N, 2° 37′ 28″ E / 39.588849°N,2.624523°E  | RI-51-0010356             | Creu de sa Vileta (Palma) · Vegeu més fotos d'aquest monument · Carregueu una nova foto d'aquest monument                         |
| Creu d'Establiments o Creu de la Real                      | Creus de terme       | Palma Carretera d'Esporles, Establiments                    | 39° 36′ 55″ N, 2° 37′ 48″ E / 39.615326°N,2.630017°E  | RI-51-0010357             | Creu d'Establiments (Palma) · Carregueu una nova foto d'aquest monument                                                           |
| Creu de Son Sardina                                        | Creus de terme       | Palma                                                       | 39° 37′ 02″ N, 2° 39′ 19″ E / 39.617297°N,2.655159°E  | RI-51-0010358             | Creu de Son Sardina (Palma) · Carregueu una nova foto d'aquest monument                                                           |
| Creu de na Burguesa                                        | Creus de terme       | Palma                                                       |                                                       | RI-51-0010359             | Carregueu una nova foto d'aquest monument                                                                                         |
| Sa Llonja                                                  | Edif. comercials     | Palma Plaça Llotja                                          | 39° 34′ 06″ N, 2° 38′ 40″ E / 39.568238°N,2.644475°E  | RI-51-0000409             | Sa Llonja (Palma) · Vegeu més fotos d'aquest monument · Carregueu una nova foto d'aquest monument                                 |
| Gran Hotel                                                 | Edif. comercials     | Palma Plaça Weyler                                          | 39° 34′ 18″ N, 2° 39′ 00″ E / 39.571628°N,2.649935°E  | RI-51-0004379             | Gran Hotel (Palma) · Vegeu més fotos d'aquest monument · Carregueu una nova foto d'aquest monument                                |
| Bar Triquet                                                | Edif. comercials     | Palma Carrer Sindicat - av. Alexandre Rosselló              | 39° 34′ 21″ N, 2° 39′ 24″ E / 39.572439°N,2.656592°E  | RI-51-0006939             | Bar Triquet (Palma) · Vegeu més fotos d'aquest monument · Carregueu una nova foto d'aquest monument                               |
| Banc d'Espanya                                             | Edif. comercials     | Palma Carrer Banc                                           | 39° 34′ 16″ N, 2° 39′ 03″ E / 39.571047°N,2.650749°E  | RI-51-0008759             | Banc d'Espanya (Palma) · Vegeu més fotos d'aquest monument · Carregueu una nova foto d'aquest monument                            |
| Banys Àrabs                                                | Edif. residencials   | Palma Carrer Serra                                          | 39° 34′ 01″ N, 2° 39′ 04″ E / 39.566888°N,2.651011°E  | RI-51-0000410             | Banys Àrabs (Palma) · Vegeu més fotos d'aquest monument · Carregueu una nova foto d'aquest monument                               |
| Can Solleric o Can Morell                                  | Edif. residencials   | Palma Passeig del Born, 25                                  | 39° 34′ 15″ N, 2° 38′ 48″ E / 39.570932°N,2.646604°E  | RI-51-0000416             | Can Solleric (Palma) · Vegeu més fotos d'aquest monument · Carregueu una nova foto d'aquest monument                              |
| Palau de l'Almudaina                                       | Edif. residencials   | Palma Carrer Palau Reial                                    | 39° 34′ 05″ N, 2° 38′ 50″ E / 39.568094°N,2.647189°E  | RI-51-0000412             | Palau de l'Almudaina (Palma) · Vegeu més fotos d'aquest monument · Carregueu una nova foto d'aquest monument                      |
| Castell de Bellver                                         | Edif. residencials   | Palma                                                       | 39° 33′ 50″ N, 2° 37′ 09″ E / 39.563771°N,2.619268°E  | RI-51-0000411             | Castell de Bellver (Palma) · Vegeu més fotos d'aquest monument · Carregueu una nova foto d'aquest monument                        |
| Can Verí                                                   | Edif. residencials   | Palma Carrer Can Verí, 8                                    | 39° 34′ 12″ N, 2° 38′ 54″ E / 39.570124°N,2.648284°E  | RI-51-0001227             | Can Verí (Palma) · Vegeu més fotos d'aquest monument · Carregueu una nova foto d'aquest monument                                  |
| Can Berga                                                  | Edif. residencials   | Palma Plaça Mercat                                          | 39° 34′ 17″ N, 2° 38′ 58″ E / 39.571322°N,2.649482°E  | RI-51-0001246             | Can Berga (Palma) · Vegeu més fotos d'aquest monument · Carregueu una nova foto d'aquest monument                                 |
| Can Vivot                                                  | Edif. residencials   | Palma Carrer Can Savellà                                    | 39° 34′ 11″ N, 2° 39′ 07″ E / 39.569714°N,2.652059°E  | RI-51-0003909             | Can Vivot (Palma) · Vegeu més fotos d'aquest monument · Carregueu una nova foto d'aquest monument                                 |
| Can Catlar                                                 | Edif. residencials   | Palma Carrer Sòl                                            | 39° 34′ 05″ N, 2° 39′ 09″ E / 39.568043°N,2.652456°E  | RI-51-0003911             | Can Catlar (Palma) · Vegeu més fotos d'aquest monument · Carregueu una nova foto d'aquest monument                                |
| Can Olesa                                                  | Edif. residencials   | Palma Carrer Morey                                          | 39° 34′ 05″ N, 2° 39′ 02″ E / 39.567996°N,2.65054°E   | RI-51-0003910             | Can Olesa (Palma) · Vegeu més fotos d'aquest monument · Carregueu una nova foto d'aquest monument                                 |
| Ca n'Oleo                                                  | Edif. residencials   | Palma Carrer Almudaina                                      | 39° 34′ 08″ N, 2° 38′ 59″ E / 39.568832°N,2.649733°E  | RI-51-0004186             | Ca n'Oleo (Palma) · Vegeu més fotos d'aquest monument · Carregueu una nova foto d'aquest monument                                 |
| Casa Forteza Rey                                           | Edif. residencials   | Palma Carrer Forn del Racó, 1                               | 39° 34′ 15″ N, 2° 39′ 05″ E / 39.570825°N,2.651292°E  | RI-51-0006957             | Casa Forteza Rey (Palma) · Vegeu més fotos d'aquest monument · Carregueu una nova foto d'aquest monument                          |
| Can Marquès Reguer-Rullan                                  | Edif. residencials   | Palma Carrer de Sant Jaume, 4                               | 39° 34′ 20″ N, 2° 38′ 51″ E / 39.572203°N,2.647407°E  | RI-51-0007067             | Can Marquès Reguer-Rullan (Palma) · Vegeu més fotos d'aquest monument · Carregueu una nova foto d'aquest monument                 |
| Can Weyler                                                 | Edif. residencials   | Palma Carrer de la Pau                                      | 39° 34′ 16″ N, 2° 38′ 42″ E / 39.570989°N,2.644905°E  | RI-51-0006935             | Can Weyler (Palma) · Vegeu més fotos d'aquest monument · Carregueu una nova foto d'aquest monument                                |
| Son Boter i Estudi Sert                                    | Edif. residencials   | Palma Carrer Joan de Saridakis, 29                          | 39° 33′ 20″ N, 2° 36′ 32″ E / 39.555659°N,2.60899°E   | RI-51-0007251             | Carregueu una nova foto d'aquest monument                                                                                         |
| Can Serra                                                  | Edif. residencials   | Palma Plaça Josep Maria Quadrado                            | 39° 34′ 11″ N, 2° 39′ 15″ E / 39.569605°N,2.654291°E  | RI-51-0006917             | Can Serra (Palma) · Vegeu més fotos d'aquest monument · Carregueu una nova foto d'aquest monument                                 |
| Can Martí Feliu                                            | Edif. residencials   | Palma Carrer de Can Martí Feliu, 7                          | 39° 34′ 19″ N, 2° 39′ 14″ E / 39.571856°N,2.653855°E  | RI-51-0010184             | Can Martí Feliu · Vegeu més fotos d'aquest monument · Carregueu una nova foto d'aquest monument                                   |
| Cambra pompeiana del carrer de Montenegro                  | Edif. residencials   | Palma Carrer de Montenegro, 8                               | 39° 34′ 11″ N, 2° 38′ 43″ E / 39.569856°N,2.645142°E  | RI-51-0010185             | Cambra pompeiana del carrer de Montenegro (Palma) · Vegeu més fotos d'aquest monument · Carregueu una nova foto d'aquest monument |
| Casa Cassassayas i Pensió Menorquina                       | Edif. residencials   | Palma Plaça Mercat                                          | 39° 34′ 16″ N, 2° 38′ 57″ E / 39.571202°N,2.649179°E  | RI-51-0010630             | Casa Cassassayas i Pensió Menorquina (Palma) · Vegeu més fotos d'aquest monument · Carregueu una nova foto d'aquest monument      |
| Castell de Cabrera                                         | Arq. defensiva       | Palma Cabrera                                               | 39° 09′ 06″ N, 2° 55′ 54″ E / 39.151767°N,2.931791°E  | RI-51-0008363             | Castell de Cabrera (Palma) · Vegeu més fotos d'aquest monument · Carregueu una nova foto d'aquest monument                        |
| Torre d'en Pau                                             | Arq. defensiva       | Palma Coll d'en Rabassa                                     | 39° 32′ 58″ N, 2° 41′ 35″ E / 39.54954°N,2.693027°E   | RI-51-0008474             | Torre d'en Pau (Palma) · Vegeu més fotos d'aquest monument · Carregueu una nova foto d'aquest monument                            |
| Torre Illetes                                              | Arq. defensiva       | Palma                                                       | 39° 31′ 45″ N, 2° 35′ 19″ E / 39.52925°N,2.58866°E    | RI-51-0008475             | Torre Illetes (Palma) · Carregueu una nova foto d'aquest monument                                                                 |
| Son Dureta                                                 | Arq. defensiva       | Palma                                                       |                                                       | RI-51-0008478             | Carregueu una nova foto d'aquest monument                                                                                         |
| Castell de Sant Carles                                     | Arq. defensiva       | Palma Portopí                                               | 39° 32′ 47″ N, 2° 37′ 23″ E / 39.546377°N,2.623106°E  | RI-51-0005350             | Castell de Sant Carles (Palma) · Vegeu més fotos d'aquest monument · Carregueu una nova foto d'aquest monument                    |
| Murada del Mar de Palma                                    | Arq. defensiva       | Palma Passeig de Dalt Murada                                | 39° 33′ 57″ N, 2° 39′ 03″ E / 39.565873°N,2.650708°E  | RI-51-0000096             | Murada del Mar (Palma) · Vegeu més fotos d'aquest monument · Carregueu una nova foto d'aquest monument                            |
| Torre de Son Armadans                                      | Arq. defensiva       | Palma Carrer Alferes Cerdà                                  | 39° 34′ 10″ N, 2° 37′ 43″ E / 39.569575°N,2.628675°E  | RI-51-0008476             | Torre de Son Armadans (Palma) · Vegeu més fotos d'aquest monument · Carregueu una nova foto d'aquest monument                     |
| Son Berga                                                  | Arq. defensiva       | Palma Camí dels Reis                                        | 39° 34′ 06″ N, 2° 36′ 15″ E / 39.568325°N,2.60422°E   | RI-51-0008477             | Son Berga (Palma) · Vegeu més fotos d'aquest monument · Carregueu una nova foto d'aquest monument                                 |
| Torre de Son Oms                                           | Arq. defensiva       | Palma Camí de Can Capó                                      | 39° 32′ 43″ N, 2° 44′ 41″ E / 39.545264°N,2.744754°E  | RI-51-0008480             | Torre de Son Oms (Palma) · Vegeu més fotos d'aquest monument · Carregueu una nova foto d'aquest monument                          |
| El Temple                                                  | Arq. defensiva       | Palma Plaça Temple                                          | 39° 34′ 04″ N, 2° 39′ 18″ E / 39.56772°N,2.654862°E   | RI-51-0011203             | El Temple (Palma) · Vegeu més fotos d'aquest monument · Carregueu una nova foto d'aquest monument                                 |
| Façana de Cort                                             | Edif. institucionals | Palma Plaça Cort, Ajuntament de Palma                       | 39° 34′ 10″ N, 2° 39′ 00″ E / 39.569449°N,2.650103°E  | RI-51-0000405             | Façana de Cort (Palma) · Vegeu més fotos d'aquest monument · Carregueu una nova foto d'aquest monument                            |
| Consolat de Mar                                            | Edif. institucionals | Palma Passeig de Sagrera                                    | 39° 34′ 07″ N, 2° 38′ 37″ E / 39.568683°N,2.643676°E  | RI-51-0001608             | Consolat de Mar (Palma) · Vegeu més fotos d'aquest monument · Carregueu una nova foto d'aquest monument                           |
| Círculo Mallorquín, actual Parlament de les Illes Balears  | Edif. institucionals | Palma Carrer Palau Reial                                    | 39° 34′ 07″ N, 2° 38′ 53″ E / 39.568748°N,2.648088°E  | RI-51-0006955             | Círculo Mallorquín (Palma) · Vegeu més fotos d'aquest monument · Carregueu una nova foto d'aquest monument                        |
| Sistema hidràulic de la Font de la Vila                    | Constr. etnològiques | Palma                                                       | 39° 38′ 45″ N, 2° 38′ 35″ E / 39.645759°N,2.643109°E  | RI-51-0011212             | Sistema hidràulic de la Font de la Vila (Palma) · Vegeu més fotos d'aquest monument · Carregueu una nova foto d'aquest monument   |
| Molins fariners del carrer Indústria                       | Constr. etnològiques | Palma                                                       | 39° 34′ 27″ N, 2° 38′ 20″ E / 39.574285°N,2.638853°E  | RI-53-0000249             | Molins fariners del carrer Indústria (Palma) · Vegeu més fotos d'aquest monument · Carregueu una nova foto d'aquest monument      |
| Conjunt històric de Palma                                  | Conjunt urbà         | Palma Avingudes cap endins                                  | 39° 34′ 17″ N, 2° 38′ 49″ E / 39.571480°N,2.647018°E  | RI-53-0000046             | Conjunt històric de Palma · Vegeu més fotos d'aquest monument · Carregueu una nova foto d'aquest monument                         |
| Jardins de Son Berga Nou                                   | Jardins històrics    | Palma Establiments                                          | 39° 37′ 30″ N, 2° 37′ 28″ E / 39.624967°N,2.624433°E  | RI-52-0000057             | Carregueu una nova foto d'aquest monument                                                                                         |
| Jardins de Natzaret                                        | Jardins històrics    | Palma                                                       | 39° 33′ 28″ N, 2° 37′ 32″ E / 39.557898°N,2.625587°E  | RI-52-0000061             | Jardins de Natzaret (Palma) · Vegeu més fotos d'aquest monument · Carregueu una nova foto d'aquest monument                       |
| Es Turó / s'Aljubet                                        | Monument arqueològic | Palma                                                       | 39° 34′ 34″ N, 2° 45′ 05″ E / 39.576130°N,2.751482°E  | RI-51-0002476             | Carregueu una nova foto d'aquest monument                                                                                         |
| Cova de s'Aljubet                                          | Monument arqueològic | Palma                                                       |                                                       | RI-51-0002477             | Carregueu una nova foto d'aquest monument                                                                                         |
| Restes prehistòriques de s'Aljubet / sa Tanca Espesa       | Monument arqueològic | Palma                                                       |                                                       | RI-51-0002478             | Carregueu una nova foto d'aquest monument                                                                                         |
| Es Barranc / la Casa Blanca                                | Monument arqueològic | Palma                                                       | 39° 35′ 37″ N, 2° 45′ 41″ E / 39.593541°N,2.761319°E  | RI-51-0002479             | Carregueu una nova foto d'aquest monument                                                                                         |
| Talaiot de Can Pinya / Darrera ses cases                   | Monument arqueològic | Palma                                                       |                                                       | RI-51-0002480             | Carregueu una nova foto d'aquest monument                                                                                         |
| Can Pinya / Hostal de ses Figueres de Moro                 | Monument arqueològic | Palma                                                       | 39° 32′ 35″ N, 2° 44′ 22″ E / 39.543064°N,2.739391°E  | RI-51-0002481             | Carregueu una nova foto d'aquest monument                                                                                         |
| Cas Quitxero / Sant Jordi                                  | Monument arqueològic | Palma                                                       | 39° 33′ 09″ N, 2° 46′ 29″ E / 39.552570°N,2.774612°E  | RI-51-0002482             | Cas Quitxero / Sant Jordi (Palma) · Vegeu més fotos d'aquest monument · Carregueu una nova foto d'aquest monument                 |
| Can Rius / Aeroport                                        | Monument arqueològic | Palma                                                       | 39° 32′ 12″ N, 2° 43′ 55″ E / 39.536720°N,2.732073°E  | RI-51-0002483             | Carregueu una nova foto d'aquest monument                                                                                         |
| Ca na Vidriera / les Meravelles                            | Monument arqueològic | Palma                                                       | 39° 31′ 35″ N, 2° 44′ 38″ E / 39.526385°N,2.743864°E  | RI-51-0002484             | Carregueu una nova foto d'aquest monument                                                                                         |
| Restes prehistòriques de Cas Correu de sa Tanca            | Monument arqueològic | Palma                                                       | 39° 34′ 49″ N, 2° 44′ 00″ E / 39.580218°N,2.733430°E  | RI-51-0002485             | Carregueu una nova foto d'aquest monument                                                                                         |
| Ca s'Espirut / el Pil·lari                                 | Monument arqueològic | Palma                                                       | 39° 31′ 58″ N, 2° 44′ 18″ E / 39.532761°N,2.738395°E  | RI-51-0002486             | Carregueu una nova foto d'aquest monument                                                                                         |
| Necròpolis de Cas Francès / Talaia des Moro                | Monument arqueològic | Palma                                                       | 39° 32′ 53″ N, 2° 45′ 20″ E / 39.548010°N,2.755667°E  | RI-51-0002487             | Carregueu una nova foto d'aquest monument                                                                                         |
| Cova de s'Hostal de sa Garriga                             | Monument arqueològic | Palma                                                       |                                                       | RI-51-0002488             | Carregueu una nova foto d'aquest monument                                                                                         |
| Illot de sa Galera / Can Pastilla                          | Monument arqueològic | Palma                                                       | 39° 32′ 05″ N, 2° 42′ 25″ E / 39.534767°N,2.706841°E  | RI-51-0002489             | Illot de sa Galera / Can Pastilla (Palma) · Vegeu més fotos d'aquest monument · Carregueu una nova foto d'aquest monument         |
| Sa Pleta / sa Partió                                       | Monument arqueològic | Palma                                                       | 39° 36′ 03″ N, 2° 43′ 39″ E / 39.600855°N,2.727633°E  | RI-51-0002490             | Carregueu una nova foto d'aquest monument                                                                                         |
| Es Molí / Naveta des Rafal de Sant Jordi                   | Monument arqueològic | Palma                                                       | 39° 34′ 18″ N, 2° 46′ 35″ E / 39.571585°N,2.776425°E  | RI-51-0002491             | Carregueu una nova foto d'aquest monument                                                                                         |
| Es Rafal / la Casa Blanca                                  | Monument arqueològic | Palma                                                       | 39° 34′ 40″ N, 2° 46′ 26″ E / 39.577798°N,2.773960°E  | RI-51-0002492             | Es Rafal / la Casa Blanca (Palma) · Vegeu més fotos d'aquest monument · Carregueu una nova foto d'aquest monument                 |
| Talaiot de Sarrià / ses Clavegueres                        | Monument arqueològic | Palma                                                       | 39° 38′ 39″ N, 2° 36′ 13″ E / 39.644181°N,2.603585°E  | RI-51-0002493             | Carregueu una nova foto d'aquest monument                                                                                         |
| Es Garrigó / Sarrià                                        | Monument arqueològic | Palma                                                       | 39° 38′ 18″ N, 2° 35′ 07″ E / 39.638467°N,2.585203°E  | RI-51-0002494             | Carregueu una nova foto d'aquest monument                                                                                         |
| Talaiot des Caragol / Talaiot des Puig de n'Auba / Sarrià  | Monument arqueològic | Palma                                                       | 39° 38′ 53″ N, 2° 36′ 09″ E / 39.648078°N,2.602396°E  | RI-51-0002495             | Carregueu una nova foto d'aquest monument                                                                                         |
| Puig des Gat / Sarrià                                      | Monument arqueològic | Palma                                                       | 39° 38′ 39″ N, 2° 36′ 13″ E / 39.644108°N,2.603596°E  | RI-51-0002496             | Carregueu una nova foto d'aquest monument                                                                                         |
| Restes prehistòriques de Sarrià / Tanca Nova de s'Hort     | Monument arqueològic | Palma                                                       |                                                       | RI-51-0002497             | Carregueu una nova foto d'aquest monument                                                                                         |
| Necròpolis de Son Alegre / es Turó                         | Monument arqueològic | Palma                                                       |                                                       | RI-51-0002498             | Carregueu una nova foto d'aquest monument                                                                                         |
| Sa Cova / Son Bauçà                                        | Monument arqueològic | Palma                                                       | 39° 38′ 42″ N, 2° 36′ 37″ E / 39.644942°N,2.610211°E  | RI-51-0002499             | Carregueu una nova foto d'aquest monument                                                                                         |
| Colina fortificada de Son Espanyol / es Corral des Moros   | Monument arqueològic | Palma                                                       |                                                       | RI-51-0002500             | Carregueu una nova foto d'aquest monument                                                                                         |
| Conjunt prehistòric de Son Ferrer / Lo d'en Basset         | Monument arqueològic | Palma                                                       |                                                       | RI-51-0002501             | Carregueu una nova foto d'aquest monument                                                                                         |
| Son Ferrer / Sant Jordi                                    | Monument arqueològic | Palma                                                       | 39° 33′ 25″ N, 2° 47′ 51″ E / 39.556847°N,2.797542°E  | RI-51-0002502             | Carregueu una nova foto d'aquest monument                                                                                         |
| Restes prehistòriques de Son Fullana                       | Monument arqueològic | Palma                                                       | 39° 32′ 56″ N, 2° 47′ 16″ E / 39.548794°N,2.787671°E  | RI-51-0002503             | Carregueu una nova foto d'aquest monument                                                                                         |
| Son Maiol / Establiments                                   | Monument arqueològic | Palma                                                       | 39° 38′ 39″ N, 2° 37′ 40″ E / 39.644287°N,2.627697°E  | RI-51-0002504             | Carregueu una nova foto d'aquest monument                                                                                         |
| Conjunt prehistòric de Son Mir / es Pinaret                | Monument arqueològic | Palma                                                       | 39° 35′ 25″ N, 2° 45′ 45″ E / 39.590193°N,2.762506°E  | RI-51-0002505             | Carregueu una nova foto d'aquest monument                                                                                         |
| Cova de Son Mosson                                         | Monument arqueològic | Palma                                                       |                                                       | RI-51-0002506             | Carregueu una nova foto d'aquest monument                                                                                         |
| Son Oliver / s'Aranjassa                                   | Monument arqueològic | Palma                                                       | 39° 33′ 05″ N, 2° 46′ 19″ E / 39.551303°N,2.771940°E  | RI-51-0002507             | Carregueu una nova foto d'aquest monument                                                                                         |
| Son Oms / Autovia / Aeroport                               | Monument arqueològic | Palma                                                       | 39° 32′ 31″ N, 2° 42′ 40″ E / 39.541887°N,2.711222°E  | RI-51-0002508             | Son Oms / Autovia / Aeroport (Palma) · Vegeu més fotos d'aquest monument · Carregueu una nova foto d'aquest monument              |
| Son Oms Vell / Aeroport                                    | Monument arqueològic | Palma                                                       | 39° 32′ 37″ N, 2° 44′ 24″ E / 39.543487°N,2.740089°E  | RI-51-0002509             | Carregueu una nova foto d'aquest monument                                                                                         |
| Es Morro d'en Palou / Son Pelat                            | Monument arqueològic | Palma                                                       | 39° 35′ 41″ N, 2° 46′ 05″ E / 39.594636°N,2.768071°E  | RI-51-0002510             | Carregueu una nova foto d'aquest monument                                                                                         |
| Sa Garriga / Son Pelat Vell                                | Monument arqueològic | Palma                                                       | 39° 35′ 39″ N, 2° 46′ 26″ E / 39.594206°N,2.774012°E  | RI-51-0002511             | Carregueu una nova foto d'aquest monument                                                                                         |
| Talaiot de Son Rul·lan                                     | Monument arqueològic | Palma                                                       | 39° 35′ 39″ N, 2° 44′ 06″ E / 39.594188°N,2.735124°E  | RI-51-0002512             | Carregueu una nova foto d'aquest monument                                                                                         |
| Grup d'enterrament de Son Sunyer / es Estanys              | Monument arqueològic | Palma                                                       |                                                       | RI-51-0002513             | Carregueu una nova foto d'aquest monument                                                                                         |
| Es Turó / Son Sunyer Vell                                  | Monument arqueològic | Palma                                                       | 39° 32′ 07″ N, 2° 45′ 21″ E / 39.535412°N,2.755817°E  | RI-51-0002514             | Carregueu una nova foto d'aquest monument                                                                                         |
| Restes prehistòriques de Son Sureda                        | Monument arqueològic | Palma                                                       |                                                       | RI-51-0002515             | Carregueu una nova foto d'aquest monument                                                                                         |
| Restes prehistòriques des Tancat Prim                      | Monument arqueològic | Palma                                                       | 39° 30′ 54″ N, 2° 46′ 38″ E / 39.514985°N,2.777304°E  | RI-51-0002516             | Carregueu una nova foto d'aquest monument                                                                                         |
| Torre d'en Pau / Coll d'en Reba                            | Monument arqueològic | Palma Cabrera                                               |                                                       | RI-51-0002517             | Carregueu una nova foto d'aquest monument                                                                                         |
| Torre Rodona / Can Pastilla                                | Monument arqueològic | Palma                                                       | 39° 32′ 19″ N, 2° 42′ 57″ E / 39.538664°N,2.715785°E  | RI-51-0002519             | Carregueu una nova foto d'aquest monument                                                                                         |
| Habitació prehistòrica des Vincle Vell                     | Monument arqueològic | Palma                                                       | 39° 32′ 52″ N, 2° 43′ 40″ E / 39.547768°N,2.727735°E  | RI-51-0002520             | Carregueu una nova foto d'aquest monument                                                                                         |
| Cova de Xorrigo / Comellar d'en Torra                      | Monument arqueològic | Palma                                                       |                                                       | RI-51-0002521             | Carregueu una nova foto d'aquest monument                                                                                         |
| Cova de Xorrigo / sa Font                                  | Monument arqueològic | Palma                                                       |                                                       | RI-51-0002522             | Carregueu una nova foto d'aquest monument                                                                                         |
| Clot des Guix / sa Bassa                                   | Monument arqueològic | Palma Cabrera                                               | 39° 09′ 37″ N, 2° 57′ 39″ E / 39.160361°N,2.960727°E  | RI-51-0003023             | Carregueu una nova foto d'aquest monument                                                                                         |
| Sa Cova des Burri                                          | Monument arqueològic | Palma Cabrera                                               | 39° 08′ 18″ N, 2° 57′ 30″ E / 39.138356°N,2.958470°E  | RI-51-0003024             | Carregueu una nova foto d'aquest monument                                                                                         |
| Cova de sa Cala Ganduf                                     | Monument arqueològic | Palma Cabrera                                               |                                                       | RI-51-0003025             | Carregueu una nova foto d'aquest monument                                                                                         |
| Sa Cova des Frare                                          | Monument arqueològic | Palma Cabrera                                               | 39° 08′ 54″ N, 2° 55′ 22″ E / 39.1482102°N,2.922719°E | RI-51-0003026             | Carregueu una nova foto d'aquest monument                                                                                         |
| Cova de ses Cabres                                         | Monument arqueològic | Palma Cabrera                                               |                                                       | RI-51-0003027             | Carregueu una nova foto d'aquest monument                                                                                         |
| Resta prehistòrica des Puig de Santa Maria                 | Monument arqueològic | Palma Cabrera                                               | 39° 09′ 32″ N, 2° 57′ 22″ E / 39.158995°N,2.956096°E  | RI-51-0003028             | Carregueu una nova foto d'aquest monument                                                                                         |
| Resta prehistòrica de Turó                                 | Monument arqueològic | Palma                                                       |                                                       | RI-51-0003032             | Carregueu una nova foto d'aquest monument                                                                                         |